# Anton Huber (Architekt, 1873)
Anton Huber (* 20. April 1873 in Stuttgart; 12. Februar 1939 in Dortmund) war ein deutscher Architekt, Innenarchitekt, Designer und Fachschullehrer.

## Leben
Hubers gleichnamiger Vater war Gewerbelehrer und Direktor der Kunstgewerbeschule Mainz. Huber studierte zusammen mit seinem Bruder Patriz an der Kunstgewerbeschule Mainz, später an der Kunstgewerbeschule Stuttgart und dann in Berlin, wo er Meisterschüler von Karl Hoffacker und Bruno Möhring wurde. Ab etwa 1900 lebte er in (Berlin-)Charlottenburg und war als Architekt tätig, aber entwarf auch Möbel und Hausrat.
Am 1. Juli 1905 wurde Huber Direktor der Kunstgewerblichen Fachschule Flensburg. 1919 ging er als Direktor an die Handwerker- und Kunstgewerbeschule Dortmund.
Sein Bruder Patriz nahm sich 1902 das Leben. Seine beiden Schwestern, die Malerin und Textilkünstlerin Mathilde Huber (1876–1927) und die Kunstgewerblerin Else Huber (1883–1950), waren ebenfalls kunstgewerblich tätig.

## Bauten
- 1902?: Villenkolonie Sołacz bei Posen (nach eigenen und nach Entwürfen seines Bruders)
- vor 1905: Wohnhaus in (Berlin-)Nikolassee (nicht erhalten)
- um 1905: Entwurf für ein herrschaftliches Wohnhaus in Honnef
- Sommersitz „Leimoon“ für den Reeder Jebsen bei Flensburg
- 1909–1910: Haus Lensnack für Jakob Jebsen (1870–1941) bei Apenrade (unter Denkmalschutz)[2][3]
- um 1912: Gärtnerhaus in Apenrade[4][5]
- veröffentlicht 1912: Wohnhaus für O. Hansen in Apenrade[6]
- 1925: Villa Urbahn in Lünen (unter Denkmalschutz)

## Schriften
- Das Holzwerk im modernen Wohn- und Geschäfts-Haus. Band 1, Spielmeyer, Berlin um 1902 (Digitalisat).
- (als Herausgeber): Studienplan und Bestimmungen der Kunstgewerblichen Fachschule der Stadt Flensburg. Kunstgewerbliche Fachschule der Stadt Flensburg, Flensburg 1905.
- Bauland-Gesellschaft Westend zu Posen. (Berlin-)Schöneberg 1906.
- Arbeiten aus der Holzbildhauerwerkstatt der kunstgewerblichen Fachschule in Flensburg. In: Schleswig-Holsteinischer Kunstkalender 1913, S. 26–30 (Digitalisat).
- Tätigkeitsbericht der Kunstgewerblichen Fachschule in Flensburg über die Jahre 1914–1918.
- Eine einfache Wohnungs-Einrichtung. Kriegsmöbel. Nach Entwürfen von Anton Huber. Ausgeführt in den Werkstätten der Kunstgewerblichen Fachschule in Flensburg. In: Innendekoration, 30. Jahrgang 1919, S. 61–71 (Digitalisat).

## Ehrungen
- Goldmedaille auf der Prima Esposizione Internazionale d’Arte Decorativa Moderna Turin 1902 (für eine Herrenzimmer-Einrichtung)[7]
- Goldmedaille auf der Weltausstellung St. Louis 1904 (für eine Wohn- und Speisezimmer-Einrichtung)[8]